# Filderstadt
Filderstadt is een plaats in de Duitse deelstaat Baden-Württemberg, en maakt deel uit van de Landkreis Esslingen.
Filderstadt telt 45.958 inwoners.
De stad grenst aan het zuidelijk deel van Stuttgart. Haar grondgebied omvat een belangrijk deel van het vliegveld van Stuttgart.
In het westen van de stad bevindt zich Fildorado, een thermisch bad en kuuroord.

## Geboren
- Peter Gartmayer (1978), Oostenrijks beachvolleyballer
- Marvin Plattenhardt (1992), voetballer
- Alina Axtmann (2005), voetbalster
- Precious Ugwu (2006), voetballer

## Bron
1. 1 2  (de)  Statistisches Landesamt Baden-Württemberg – Bevölkerung nach Nationalität und Geschlecht am 31. Dezember 2020 (CSV-bestand)

Aichtal ·
Aichwald ·
Altbach ·
Altdorf ·
Altenriet ·
Baltmannsweiler ·
Bempflingen ·
Beuren ·
Bissingen an der Teck ·
Deizisau ·
Denkendorf ·
Dettingen unter Teck ·
Erkenbrechtsweiler ·
Esslingen am Neckar ·
Filderstadt ·
Frickenhausen ·
Großbettlingen ·
Hochdorf ·
Holzmaden ·
Kirchheim unter Teck ·
Kohlberg ·
Köngen ·
Leinfelden-Echterdingen ·
Lenningen ·
Lichtenwald ·
Neckartailfingen ·
Neckartenzlingen ·
Neidlingen ·
Neuffen ·
Neuhausen auf den Fildern ·
Notzingen ·
Nürtingen ·
Oberboihingen ·
Ohmden ·
Ostfildern ·
Owen ·
Plochingen ·
Reichenbach an der Fils ·
Schlaitdorf ·
Unterensingen ·
Weilheim an der Teck ·
Wendlingen am Neckar ·
Wernau (Neckar) ·
Wolfschlugen